# 138-as busz (Kecskemét)
A kecskeméti 138-as jelzésű autóbusz a Vasútállomás és az SMP között közlekedik. A viszonylatot a Kecskeméti Közlekedési Központ megrendelésére az Inter Tan-Ker Zrt. üzemelteti.

## Útvonala
| SMP felé | Vasútállomás felé |
| --- | --- |
| Vasútállomás vá. – Kodály Zoltán tér – Rákóczi út – Koháry István körút – Hornyik János körút – Széchenyi tér – Szilády Károly körút – Kölcsey utca – Dobó István körút – Batthyány utca – Halasi út – Mindszenti körút – Matkói út – Szent László körút – Búzakalász utca – Daimler út – SMP vá. | SMP vá. – Daimler út – Búzakalász utca – Szent László körút – Halasi út – Batthyány utca – Katona József tér – Csányi János körút – Rákóczi út – Kodály Zoltán tér – Vasútállomás vá. |

## Megállóhelyei
Az átszállási kapcsolatok között az azonos útvonalon közlekedő 2-es, 2A és 2D buszok nincsenek feltüntetve.
| 0  | Vasútállomás végállomás     | 21 | 1, 7, 7C, 12D, 15, 19, 21, 21D, 22, 25, 32 Helyközi buszok Távolsági járatok S210 S220 sebesvonat, gyorsvonat, InterRégió, IC, expresszvonat Bethlen körút: 18, 20H, 22, 23, 23A |
| 2  | Cifrapalota                 | 19 | 1, 4, 4A, 4C, 7, 7C, 12, 15, 18, 19, 20H, 23, 23A, 32 Helyközi buszok |
| ∫  | Katona József Színház       | 17 | 1, 3, 3A, 4, 4A, 4C, 6, 7, 7C, 11, 11A, 12, 13, 13K, 15, 18, 19, 20H, 23, 23A, 28, 32 Helyközi buszok                                                                            |
| 4  | Piaristák tere              | ∫  | 1, 7, 7C, 9, 11, 11A, 15, 16, 19, 32, 169, 916 Helyközi buszok |
| 6  | Széchenyi tér               | ∫  | 3, 3A, 4, 4A, 4C, 5, 6, 7, 7C, 9, 10, 11, 11A, 12, 13, 13D, 13K, 14, 16, 18, 20, 20H, 23, 23A, 28, 29, 34A, 169, 916                                                             |
| 8  | Dobó körút                  | ∫  | 1, 4, 4A, 4C, 6, 7, 7C, 11, 11A, 13, 13D, 13K, 15, 19, 28, 32 Helyközi buszok |
| 10 | Rávágy tér                  | 15 | 6, 14D, 21, 28, 32 Helyközi buszok |
| 11 | Mátis utca                  | 14 | 32 Helyközi buszok S210 (Kecskemét alsó) |
| 13 | Halasi úti felüljáró        | 12 | 32 Helyközi buszok |
| ∫  | Csókás utca                 | 11 | 32 Helyközi buszok |
| ∫  | Damjanich iskola            | 10 | 32 Helyközi buszok |
| 14 | Matkói út                   | ∫  | |
| 15 | Phoenix Pharma              | ∫  | |
| 16 | Sanyó Presszó               | 8  | |
| 17 | Szövetség utca              | 7  | |
| 18 | Gokart Stadion              | 6  | |
| 19 | Búzakalász utca             | 5  | |
| 20 | Tanüzem                     | 4  | 1D |
| 21 | Mercedes II. kapu           | 3  | 1D |
| ∫  | Mercedes IV. kapu           | 2  | |
| 22 | Mercedes IV. kapu bejáró út | 1  | 1D |
| 23 | SMP végállomás              | 0  | 1D |